# Sekretariat Združenih narodov
Sekretariat Združenih narodov (angleško United Nations Secretariat) izvršuje programe in politiko organov OZN, ki jih ti prenesejo nanj. Na čelu Sekretariata je generalni sekretar, ki ga imenuje Generalna skupščina (GS) po priporočilu Varnostnega sveta (VS). Ena izmed njegovih mnogih nalog je opozoriti VS na probleme, ki bi po njegovem mnenju utegnili ogrožati ohranitev miru in varnosti. Sekretariat z mednarodnim osebjem deluje na sedežu OZN in v raznih krajih sveta. Osebje Sekretariata opravja vse dnevne posle organizacije, uslužbencev pa je nekaj tisoč iz približno 150 držav. Kot mednarodni uradniki delajo za organizacijo kot celoto, kar pomeni, da se vsak slovesno zaveže, da ne bo niti zahteval niti sprejemal navodil katere koli vlade ali organa zunaj ZN.

## Generalni sekretarji
- Trygve Lie, Norveška (1945-1953)
- Dag Hammarskjöld, Švedska (1953-1961)
- U Thant, Burma (1961-1971)
- Kurt Waldheim, Avstrija (1972-1981)
- Javier Pérez de Cuéllar, Peru (1982-1991)
- Boutros Boutros-Ghali, Egipt (1992-1996)
- Kofi Annan, Gana (1997-2006)
- Ban Ki-moon, Južna Koreja (2007-2017)
- Antonio Guterres, Portugalska (od 2017)